# زفيزف حبشي
زفيزف حبشي (الاسم العلمي:Ziziphus abyssinica) هو نوع من النباتات يتبع جنس الزفيزف من الفصيلة السدرية.